# Brezje pri Veliki Dolini
Brezje pri Veliki Dolini é um assentamento localizado no município de Brežice na Eslovênia. Possuía uma população estimada de 91 habitantes em 2020.